# Aspidelectra
Aspidelectra är ett släkte av mossdjur som beskrevs av Levinsen 1909. Aspidelectra ingår i familjen Electridae.
Kladogram enligt Catalogue of Life och Dyntaxa:
| Aspidelectra | \| \| Aspidelectra bihamata \| \| \| \| \| \| Aspidelectra defensa \| \| \| \| \| \| Aspidelectra densuense \| \| \| \| \| \| Aspidelectra melolontha \| \| \| \| \| \| Aspidelectra orientalis \| \| \| \| |
|              | \| \| Aspidelectra bihamata \| \| \| \| \| \| Aspidelectra defensa \| \| \| \| \| \| Aspidelectra densuense \| \| \| \| \| \| Aspidelectra melolontha \| \| \| \| \| \| Aspidelectra orientalis \| \| \| \| |
|              | Bathypora |
|              | |
|              | Charixa |
|              | |
|              | Conopeum |
|              | |
|              | Einhornia |
|              | |
|              | Electra |
|              | |
|              | Gontarella |
|              | |
|              | Harpecia |
|              | |
|              | Mychoplectra |
|              | |
|              | Pyripora |
|              | |
|              | Villicharixa |
|              | |
|              | Aspidelectra bihamata |
|              | |
|              | Aspidelectra defensa |
|              | |
|              | Aspidelectra densuense |
|              | |
|              | Aspidelectra melolontha |
|              | |
|              | Aspidelectra orientalis |
|              | |

|  | Aspidelectra bihamata   |
|  |                         |
|  | Aspidelectra defensa    |
|  |                         |
|  | Aspidelectra densuense  |
|  |                         |
|  | Aspidelectra melolontha |
|  |                         |
|  | Aspidelectra orientalis |
|  |                         |